# 야마가타현
야마가타현(일본어: 山形県)은 일본 혼슈 북부의 동해 연안에 있는 현이다. 현청 소재지는 야마가타시(山形市)이다. 면적은 9,325.15㎢로 2023년 4월 기준 1,036,035명이 거주하고 있다. 북쪽으로 아키타현, 동쪽으로 미야기현, 남쪽으로 후쿠시마현, 남서쪽으로 니가타현과 접한다.
야마가타라는 이름은 《화명류취초》에서 현 야마가타시의 남쪽 지역을 "야마가타고"(일본어: 山方郷)라고 부른 것에서 유래했다고 전해지며, 난보쿠초 시대에 이르러서는 이미 야마가타라는 지명이 정착된 것으로 본다.

## 지리
현 지역을 지도로 보면 사람 얼굴 모양을 하고 있다. 현의 동측 일대는 미야기현과 경계를 이루는 오우산맥, 현의 서부에는 아사히산맥이 솟아 있어 현의 절반 이상이 산지로 이루어져 있다. 중앙에는 모가미강이 흐르고 있다. 현민의 대부분이 이 강 유역에 거주하고 있기 때문에, "만물의 젖줄"이라 불린다. 북서측의 동해 상에는 현의 유일한 섬인 도비시마섬이 있다.
- 위치
  - 최동단: 모가미군 모가미정
  - 최서단: 사카타시
  - 최남단: 요네자와시
  - 최북단: 사카타시
- 산악·산지
  - 오우산맥: 아가쓰마산, 자오산맥
  - 에치고산맥: 아사히산맥, 이데 산지
  - 데와 산지: 조카이산, 쓰키야마산
  - 특히 하구로산, 쓰키야마산, 유도노산을 데와 삼산이라고 부른다.
- 분지
  - 요네자와 분지
  - 야마가타 분지
  - 신조 분지
- 평야
  - 쇼나이 평야

### 자연 공원
- 국립공원
  - 반다이아사히 국립공원
- 국정공원
  - 조카이 국정공원, 자오 국정공원, 구리코마 국정공원
- 현립공원
  - 쇼나이 해변 현립자연공원, 고쇼산 현립자연공원, 겐난 현립자연공원, 가부산 현립자연공원, 덴도 고원 현립자연공원, 모가미가와 현립자연공원

### 기후
인접한 니가타현이나 아키타현과 같이 현내 전역이 동해측 기후로, 일부 예외 지역을 제외한 90% 지역이 특별 폭설 지대이다. 또 봄~여름에는 높새바람이나 혹서와 같은 현상이 생기기도 한다.
| 야마가타시의 기후                                            | 야마가타시의 기후 | 야마가타시의 기후 | 야마가타시의 기후 | 야마가타시의 기후 | 야마가타시의 기후 | 야마가타시의 기후 | 야마가타시의 기후 | 야마가타시의 기후 | 야마가타시의 기후 | 야마가타시의 기후 | 야마가타시의 기후 | 야마가타시의 기후 | 야마가타시의 기후 |
| 월                                                           | 1월               | 2월               | 3월               | 4월               | 5월               | 6월               | 7월               | 8월               | 9월               | 10월              | 11월              | 12월              | 연간              |
| ------------------------------------------------------------ | ----------------- | ----------------- | ----------------- | ----------------- | ----------------- | ----------------- | ----------------- | ----------------- | ----------------- | ----------------- | ----------------- | ----------------- | ----------------- |
| 역대 최고 기온 °C (°F)                                       | 18.1 (64.6)       | 17.3 (63.1)       | 23.7 (74.7)       | 33.3 (91.9)       | 34.1 (93.4)       | 37.5 (99.5)       | 40.8 (105.4)      | 39.0 (102.2)      | 36.6 (97.9)       | 32.3 (90.1)       | 26.9 (80.4)       | 20.6 (69.1)       | 40.8 (105.4)      |
| 일평균 최고 기온 °C (°F)                                     | 3.3 (37.9)        | 4.4 (39.9)        | 9.1 (48.4)        | 16.4 (61.5)       | 22.6 (72.7)       | 25.9 (78.6)       | 29.1 (84.4)       | 30.5 (86.9)       | 25.8 (78.4)       | 19.5 (67.1)       | 12.6 (54.7)       | 6.1 (43.0)        | 17.1 (62.8)       |
| 일일 평균 기온 °C (°F)                                       | −0.1 (31.8)       | 0.4 (32.7)        | 4.0 (39.2)        | 10.2 (50.4)       | 16.2 (61.2)       | 20.3 (68.5)       | 23.9 (75.0)       | 25.0 (77.0)       | 20.6 (69.1)       | 14.1 (57.4)       | 7.7 (45.9)        | 2.4 (36.3)        | 12.1 (53.8)       |
| 일평균 최저 기온 °C (°F)                                     | −3.1 (26.4)       | −3.1 (26.4)       | −0.3 (31.5)       | 4.7 (40.5)        | 10.7 (51.3)       | 15.7 (60.3)       | 20.0 (68.0)       | 20.9 (69.6)       | 16.6 (61.9)       | 9.8 (49.6)        | 3.6 (38.5)        | −0.7 (30.7)       | 7.9 (46.2)        |
| 역대 최저 기온 °C (°F)                                       | −20.0 (−4.0)      | −19.0 (−2.2)      | −15.5 (4.1)       | −7.3 (18.9)       | −1.8 (28.8)       | 3.0 (37.4)        | 6.7 (44.1)        | 8.4 (47.1)        | 3.0 (37.4)        | −2.4 (27.7)       | −7.2 (19.0)       | −15.0 (5.0)       | −20.0 (−4.0)      |
| 평균 강수량 mm (인치)                                        | 87.8 (3.46)       | 63.0 (2.48)       | 72.1 (2.84)       | 63.9 (2.52)       | 74.5 (2.93)       | 104.8 (4.13)      | 187.2 (7.37)      | 153.0 (6.02)      | 123.8 (4.87)      | 105.1 (4.14)      | 74.4 (2.93)       | 97.2 (3.83)       | 1,206.7 (47.51)   |
| 평균 강설량 cm (인치)                                        | 103 (41)          | 79 (31)           | 35 (14)           | 2 (0.8)           | 0 (0)             | 0 (0)             | 0 (0)             | 0 (0)             | 0 (0)             | 0 (0)             | 4 (1.6)           | 66 (26)           | 285 (112)         |
| 평균 강수일수 (≥ 0.5 mm)                                     | 18.6              | 14.9              | 14.5              | 11.2              | 10.2              | 11.1              | 14.1              | 11.5              | 11.9              | 11.9              | 14.2              | 17.8              | 162.1             |
| 평균 강설일수                                                | 28.1              | 23.7              | 19.6              | 4.6               | 0.0               | 0.0               | 0.0               | 0.0               | 0.0               | 0.0               | 6.1               | 23.7              | 105.7             |
| 평균 상대 습도 (%)                                           | 81                | 77                | 69                | 62                | 64                | 71                | 76                | 75                | 77                | 77                | 78                | 81                | 74                |
| 평균 월간 일조시간                                           | 79.6              | 99.6              | 140.4             | 175.9             | 196.5             | 165.0             | 144.5             | 171.8             | 136.6             | 132.1             | 102.2             | 73.8              | 1,617.9           |
| 출처: 일본 기상청 (평년값: 1991년~2020년, 극값: 1889년~현재) |                   |                   |                   |                   |                   |                   |                   |                   |                   |                   |                   |                   |                   |

## 역사

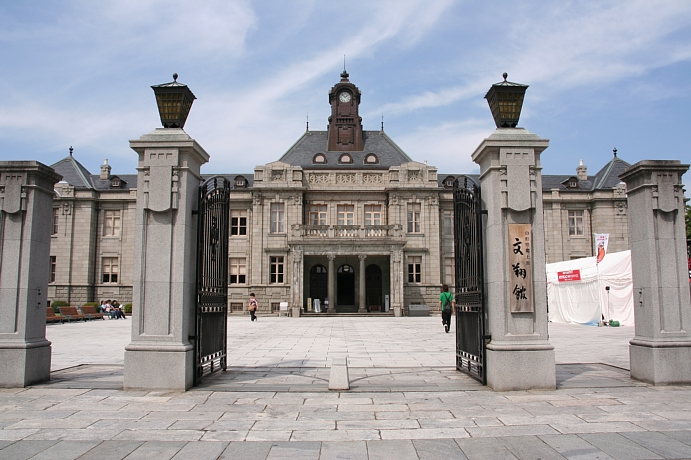
구 야마가타현청사 「분쇼칸」

데와노쿠니의 남부에 해당하던 지역으로 오래 전에는 에치고국와 무쓰국의 일부였다가 708년 데와군이 설치되었고 712년 무쓰국으로부터 모가미, 오키타마의 2개 군이 분리되어 데와군에 합병되어 데와국이 설치되었다. 쇼나이에 고쿠후가 설치되었다. 현 명칭은 산에 가까이 있음을 의미하는 정 명칭 야마가타에서 유래했다.
무로마치 시대에는 무쓰국의 오슈탄다이인 시바씨가 분파하여 야마가타에 정착해 지명을 따 모가미씨라 칭했다. 또 무로마치 시대 초기에 무쓰노쿠니의 다테군을 거점으로 한 다테씨가 오키타마 지방을 침공해 나가이 씨를 무너뜨리고 지배하였다.
센고쿠 시대에는 모가미 지방의 모가미씨, 오키타마 지방의 다테씨(덴분의 난 이후 본거지이던 다테군에서 요네자와로 옮겼다), 쇼나이의 다이호지 씨가 할거했다. 모가미씨는 모가미 요시아키, 다테씨는 다테 마사무네와 같은 명장이 등장해 하나의 대판도를 만들었다. 세키가하라 전투 중에는 아이즈의 우에스기군과 야마가타의 모가미씨 간에 격전이 있었다(하세도 성의 전투).
에도 시대에는 쇼나이번, 그리고 현재의 사카타시에 있는 지성(支城)의 가메가사키성, 요네자와번, 요네자와 닛타번, 신조번, 야마가타번, 가미노야마번, (데와)마쓰야마번(→마쓰미네), 덴도번, 나가토로번의 각 번이 있었다. 메이지 시대의 지역 구분으로는 데와국 전역과 우고국의 아쿠미군이 현재의 야마가타현에 해당한다.
- 고대
  - 유적
    - 이나리모리 고분
    - 데와 목책
- 중세
  - 시바씨 - 오슈 관령·우슈탄다이 - 모가미씨 - 다테씨 - 무토씨
- 근세
  - 도요토미 히데요시의 오슈시오키 - 하세도 전투 - 요네자와번 - 우에스기 요잔 - 우슈 가이도 - 기요카와 하치로
- 막말(1867년)에 현재의 현 구역에 있었던 번
  - 요네자와번 - 요네자와 닛타번 - 가미노야마번 - 야마가타번 - 나가토로번 - 덴도번 - 신조번 - 쇼나이번(쓰루오카번) - (데와)마쓰야마번
- 근대
  - 1868년 - 보신 전쟁
    - 12월 - 전후 처리로 요네자와·가미노야마·덴도·쓰루오카(쇼나이)·마쓰야마의 각 번이 감봉되었다.

  - 1869년 6월 - 판적봉환 이후 요네자와 닛타번이 폐지되어 요네자와번에 편입, 다른 번은 존속했지만 쓰루오카번은 오이즈미번, 마쓰야마번은 마쓰미네번으로 개칭(쓰루오카번은 9월에 개칭됨).
  - 1869년 7월 - 사카타현을 설치, 구 막부 직할지 및 각 번으로부터 토지 몰수.
  - 1869년 11월 - 나가토로번이 가즈사노쿠니(현재의 지바현)로 이전(→오아미번).
  - 1870년 7월 - 야마가타번이 오미노쿠니(현재의 시가현)로 이전(→아사히야마번).
  - 1870년 9월 - 사카타현이 야마가타현으로 이전, 야마가타현이 설치된다.
  - 1871년 7월 - 폐번치현에 의해 요네자와현, 가미노야마현, 덴도현, 신조현, 오이즈미현, 마쓰미네현이 설치됨.
  - 1871년 8월 - 덴도현이 폐지되어 야마가타현으로 편입된다.
  - 1871년 11월 - 야마가타현(무라야마군·모가미군), 오키타마현(오키타마군), 사카타현(다가와군·아쿠미군)의 3개 현이 통합된다.
  - 1875년 8월 - 사카타현의 현청이 쓰루오카로 이전되어 쓰루오카현으로 개칭한다.
  - 1876년 8월 - 야마가타, 오키타마, 쓰루오카의 3개 현이 통합되어 현재의 야마가타현이 되었다. 초대 현령으로 미시마 미치츠네가 취임했다.
  - 1878년 - 군구정촌 편제법에 의해 무라야마·오키타마·다가와의 각 군을 분할, 현 내에 다음의 11개 군이 설치된다.
    - 미나미무라야마군, 히가시무라야마군, 니시무라야마군, 기타무라야마군, 모가미군, 미나미오키타마군, 히가시오키타마군, 니시오키타마군, 히가시타가와군, 니시타가와군, 아쿠미군

  - 1889년 4월 - 야마가타, 요네자와의 두 곳에 시 제도 시행, 8개 정과 213개 촌이 탄생.
  - 1891년 - 현에 군제가 실시된다.
  - 1933년 7월 25일 - 야마가타 기상 관측소에서 40.8℃를 기록, 2007년 8월 16일에 구마가이 및 다지미에서 40.9도가 관측될 때까지 74년간 일본 최고 기온 기록이었다.
  - 1968년 - 13개 시, 27개 정, 4개 촌의 체제.
  - 2005년 - 13개 시, 19개 정, 3개 촌의 체제.

## 행정 구역
야마가타현은 크게 무라야마 지방(村山地方), 모가미 지방(最上地方), 오키타마 지방(置賜地方), 쇼나이 지방(庄内地方)의 4개 지방으로 나뉘며, 각 지방마다 날씨, 문화 등의 면에서 차이가 있다. 각 지방에는 현의 기관으로서 종합 지청(総合支庁)이 있다.
| 종합 지청은 야마가타시에 있으며, 인구는 약 58만 명(46%)이다. - 야마가타시(山形市) - 현청 소재지 - 사가에시(寒河江市) - 가미노야마시(上山市) - 무라야마시(村山市) - 덴도시(天童市) - 히가시네시(東根市) - 오바나자와시(尾花沢市) - 히가시무라야마군(東村山郡) - 야마노베정(山辺町), 나카야마정(中山町) - 니시무라야마군(西村山郡) - 가호쿠정(河北町), 니시카와정(西川町), 아사히정(朝日町), 오에정(大江町) - 기타무라야마군(北村山郡) - 오이시다정(大石田町) 종합 지청은 신조시에 있으며, 인구는 약 10만 명(8%)이다. - 신조시(新庄市) - 모가미군(最上郡) - 가네야마정(金山町), 모가미정(最上町), 후나가타정(舟形町), 마무로가와정(真室川町), 오쿠라촌(大蔵村), 사케가와촌(鮭川村), 도자와촌(戸沢村) | 종합 지청은 요네자와시에 있으며, 인구는 약 25만 명(20%)이다. - 요네자와시(米沢市) - 난요시(南陽市) - 나가이시(長井市) - 히가시오키타마군(東置賜郡) - 다카하타정(高畠町), 가와니시정(川西町) - 니시오키타마군(西置賜郡) - 오구니정(小国町), 시라타카정(白鷹町), 이데정(飯豊町) 종합 지청은 미카와정에 있으며, 인구는 약 32만 명(26%)이다. - 사카타시(酒田市) - 쓰루오카시(鶴岡市) - 히가시타가와군(東田川郡) - 미카와정(三川町), 쇼나이정(庄内町) - 아쿠미군(飽海郡) - 유자정(遊佐町) |

## 인구
|                                                | |
| 야마가타현의 전국의 연령별 인구 분포（2005년） | 야마가타현의 연령·남녀별 인구 분포（2005년）                                                                              |
| ■자주색 ― 야마가타현 ■녹색 ― 일본전국          | ■파랑색 ― 남자 ■빨간색 ― 여자                                                                                             |
| · 야마가타현의 인구추이                        | |
| 일본 총무성 통계국 국세조사 결과               | |
|                                                | 이 그래프는 더 이상 지원되지 않는 레거시 그래프 확장 기능을 사용하고 있습니다. 새로운 차트 확장 기능으로 변환해야 합니다. |

| 연도 | 인구      | ±%     |
| ---- | --------- | ------ |
| 1890 | 742,600   | —      |
| 1920 | 969,000   | +30.5% |
| 1930 | 1,080,000 | +11.5% |
| 1940 | 1,119,000 | +3.6%  |
| 1950 | 1,357,347 | +21.3% |
| 1960 | 1,321,000 | −2.7%  |
| 1970 | 1,226,000 | −7.2%  |
| 1980 | 1,252,000 | +2.1%  |
| 1990 | 1,258,000 | +0.5%  |
| 2000 | 1,244,147 | −1.1%  |
| 2010 | 1,168,924 | −6.0%  |
| 2020 | 1,068,027 | −8.6%  |

## 경제

### 농업

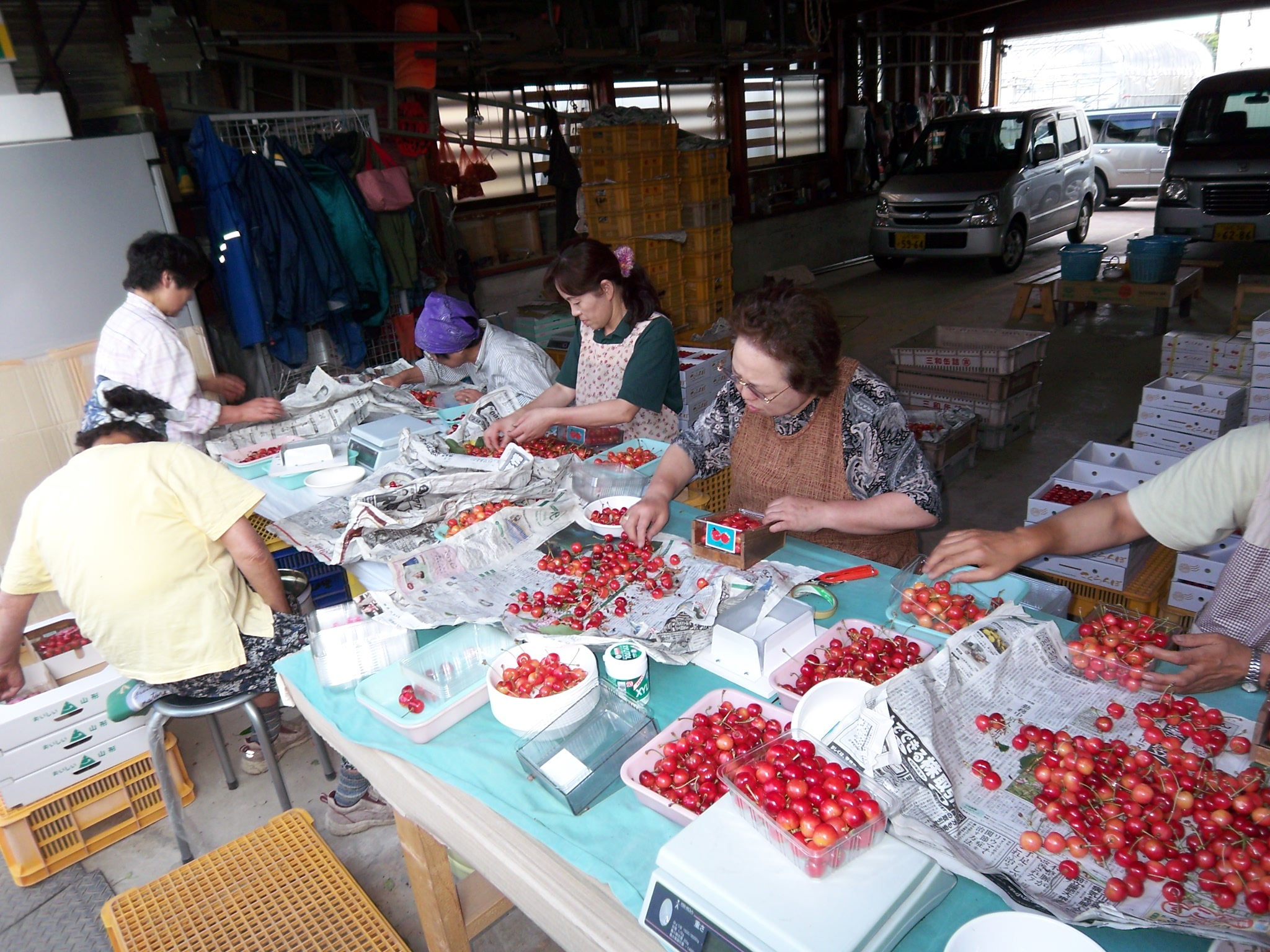
버찌

야마가타현은 과수 왕국으로 유명하며 주된 생산품은 체리가 있다. 고급 브랜드 사토니시키가 유명하다.
- 체리 - 사토니시키의 생산지
- 유럽 배 - 라 프랑스의 생산지

쌀의 수확량은 2006년의 현별 순위로 5위, 419,000톤(농림수산성 통계)이다(주력 품종: 하에누키 쌀).
- 쇼나이 지방에서는 양돈이 성행하고 있다. 사카타시에는 전국 유일의 양돈 시험장이 있다.

### 산업
- 도철 철기품 생산지(야마가타시)
- 장기 재료의 생산지(덴도시)
- 금붕어의 생산지(쇼나이 금붕어)

## 자매 결연 지역
- 미국 콜로라도주(1986년 12월 2일)
- 중국 헤이룽장성(1993년 8월 10일)
- 인도네시아 파푸아주(1994년 6월 9일)

## 교통

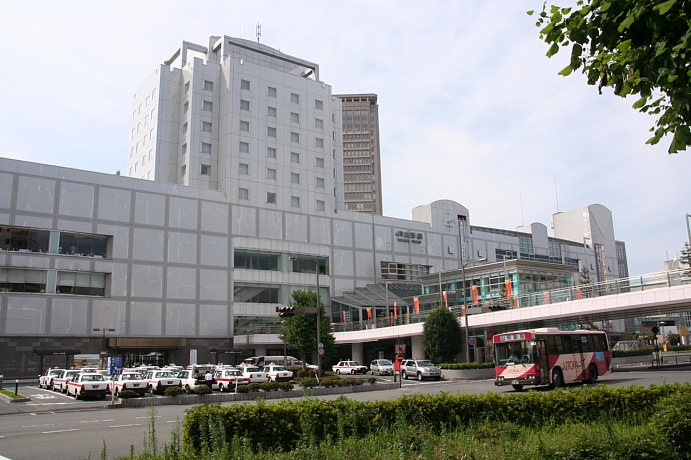
야마가타현의 대표 역인 야마가타역

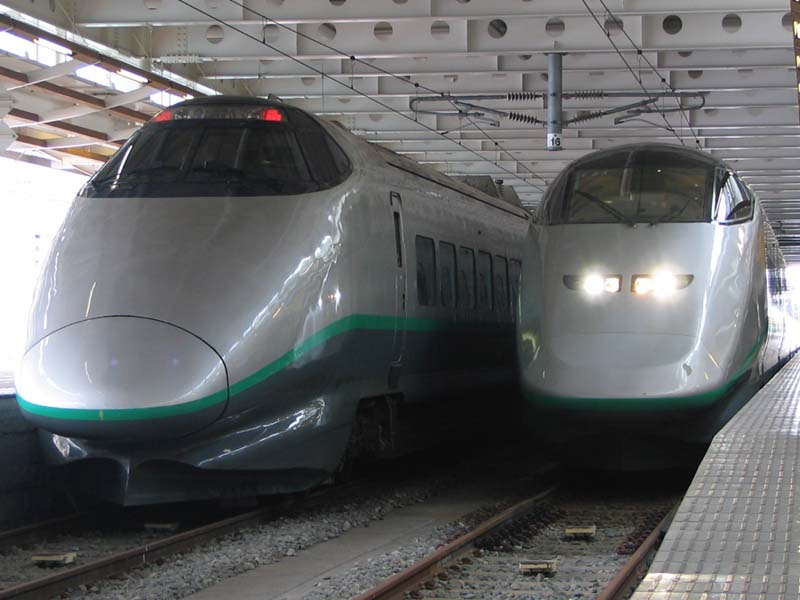
야마가타 신칸센에서 사용되고 있는 400계(왼쪽)와 E3계(오른쪽)이다.

### 도로
- 고속도로
  - 야마가타 자동차도
  - 도호쿠 주오 자동차도

### 철도
동일본 여객철도(JR 동일본)이 소유하고 있는 오우 본선, 우에쓰 본선을 중심으로, 야마가타시와 센다이를 잇는 센잔선, 야마가타현의 해안 지역과 미야기현 일대를 연결하는 지방 간선인 리쿠우사이선·리쿠우토선, 야마가타현의 요네자와시와 니가타현을 잇는 요네사카선 등의 지방 지선 노선들이 운행되고 있다. 1992년 야마가타 신칸센이 개통하면서 신칸센을 이용한 도쿄로의 접근성이 높아졌다. 이 밖에도 야마가타 철도가 야마가타 철도 플라워 나가이선을 운영하고 있다.

### 공항
항로로는 히가시네시에 야마가타 공항, 사카타시에 쇼나이 공항이 위치하고 있다. 야마가타 공항은 1991년에 이용자 74만 명을 달성했지만 야마가타 신칸센의 연장, 도쿄편, 삿포로편의 감소 등으로 인해 2006년에는 20만 명으로 줄어들었다. 한편으로 쇼나이 공항에서는 1991년에 취항한 도쿄·오사카 편이 순조로이 운행되어 이용자 수는 40만 명대를 유지하고 있다. 이 중 90％ 이상이 도쿄편을 이용하고 있다.

## 관광
야마가타는 화산 지대에 자리잡고 있어 현의 여러 지역에서 천연 온천이 발견되어 왔다. 또한 자오산을 중심으로 주변 지역으로 스키 산업이 발달하였다.